# ورم النسيج الضام
ورم النسيج الضام (بالإنجليزية: Connective tissue neoplasm)‏ هو ورم ينشأ من أنسجة النسيج الضام، مع مُراعاة أنَّ ليسَ كل الأورام في النسيج الضام هي من النَسيج الضام نفسه.